# Theodóriana
Theodóriana, en grec moderne : Θεοδώριανα, est un village et un ancien dème du district régional d'Árta, en Épire, Grèce. En 2010, il est fusionné au sein du dème des Tzoumerka-Centrales.
Selon le recensement de 2011, la population du dème compte 173 habitants tandis que celle du village s'élève à 163 habitants.

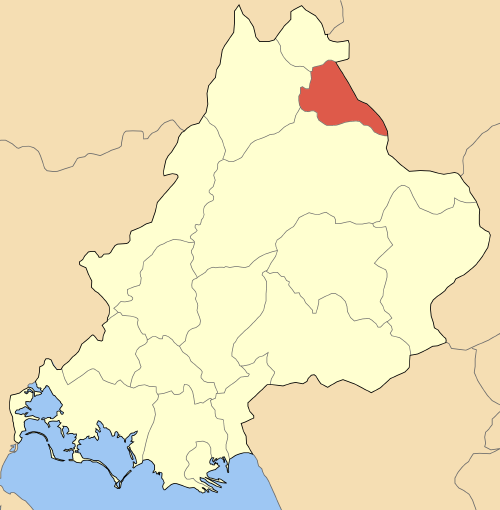
Situation géographique du dème au sein du district régional d'Árta.